# Paleogeografija
Paleogeografija je znanost koja istražuje i rekonstruira geografske prilike pojedinih razdoblja u geološkoj prošlosti Zemlje.
Paleogeografija primjerice može istraživati odnos kopna i mora, razmještaj kontinenata ili superkontinenata poput Pangeje ili ogromnih oceana poput Pantalase.

## Srodne teme
- Tektonika ploča: Ponašanje ploča koje pokrivaju površinu Zemlje.
- Tektonofizika: Deformacija stijena.
- Paleontologija: Znanost o fosilnim biljnim i životinjskim organizmima u geološkoj prošlosti. Osim fosila predmet proučavanja može biti i polen (palinologija).
- Paleoklimatologija: Znanost o klimama u prošlosti Zemlje.